# Lola Vitoria Tarruella
Dolores Agustina Ana Vitoria Tarruella –Lola Vitoria Tarruella– (Alcoi, 28 d'agost de 1880 - Villena, 10 de maig de 1952) fou una compositora i escriptora teatral valenciana en una època en què les dones tenien poques possibilitats de participar en la vida cultural.

## Formació
Era filla de Facundo Vitoria Enguich i Dolors Tarruella Galbis, de Cocentaina i Barcelona respectivament. Quan tenia vuit mesos, després de la mort del seu pare, la família es mudà a Villena, on la compositora residiria la major part de la seva vida. Era la petita de tres germans. En traslladar-se a València un dels seus germans, Arturo, per a estudiar el grau de dret, la seva mare i ella se n'hi van anar amb ell. En aquesta etapa assistiria a recitals i generaria una inquietud musical creixent. Així, la seva mare procurà que rebés classes de música.
Començà a estudiar música a Villena i després a València amb José María Úbeda (improvisador d'òrgan) i José María Fayos Pascual (representant del renaixement de la música valenciana). D'ells rebria classes de solfeig, harmonia, composició, piano i guitarra.  

## Carrera musical i literària
Quan tenia disset anys decidí compondre una obra per a un concurs que se celebrava a Madrid. L'obra fou la Marxa per a la Coronació, dedicada al rei Alfons XIII. Va guanyar el concurs i va ser editada per l'editorial Luis Tena.
En acabar la carrera el seu germà, Lola i la seva mare tornaren a Villena. Allí, amb un cercle d'amistats relacionades amb les belles arts, assistí a vetllades musicals on va poder escoltar músics com Francesc Tárrega, que també l'escoltava a ella tocar les seves composicions i improvisacions.  
En 1903 es casà amb el farmacèutic Tomás Giner Galbis, cosí seu, i això suposa una aturada momentània en la seva carrera musical. Tenia una bona posició econòmica i en aquesta època va viatjar, va conèixer ambients culturals diferents i assistí a teatres i concerts. El 1909, a Alacant, estrenaria la seva sarsuela María Rosa, amb un notable èxit reflectit en els mitjans.
Va tenir dues filles, que van morir tràgicament per febres tifoidals l'estiu de 1915. Després de la crisi personal i espiritual que aquest fet comportà, Lola Vitoria començà a compondre i escriure. Anava al camp, tocava la mandolina i cantava amb els llauradors. El 1918 estrenà al Teatro Cómico de Madrid una altra sarsuela, ¡Mi Granada!, amb un acolliment excel·lent de la crítica. I continuà componentː Así es el amor o Juerga flamenca; música per a banda com l’Himno al Maestro Chapí, El suspiro del moro, Danza de los venenos, De vuelta al aprisco, El ceremonioso, Fantasía capricho, Intermedio; cançons per a veu i piano com Sin esperanza, Canción oriental, Al pie del balcón, Lamento; trenta-tres obres per a piano i també obres religioses, entre les quals ¡Adiós madre mía!, Andante doloroso i Loor a Santa Cecilia.
També es dedicà a escriure literatura dramàtica i creà dotze obres de teatre, que foren rebudes amb èxit pel públic i la crítica.
En començar la Guerra Civil tant ella com el seu marit van ser detinguts i empresonats durant quatre mesos per les milícies republicanes. En la dècada dels quaranta emmalaltí, tot i que no deixà de compondre. D'aquests anys és la comèdia Fantomas plora. 
Pensant en la idea de formar un organisme oficial per a vetllar pels artistes, volent protegir aquest sector, cercà suport entre les seves amistats del món musical i teatral i aconseguí –encara que no gratuïtament- el permís del bisbe d'Oriola per a reservar la Capella del Santíssim, cosa que la va fer extremadament feliç. No obstant això, la malaltia continuà avançant i moria un 10 de maig de 1952. És enterrada al costat de les seves filles.

## Obres compositives i teatrals
Compongué entorn de 50 obres musicals:
- Gran banda: Himno al Maestro Chapí, Loor a Santa Cecilia, El suspiro del Moro, Marcha de la Coronación
- Música de cambra: Andante de la fantasía sinfónica, Noche de Primavera
- Veu i piano: ¡Adiós madre mía!, A Chapí, Al pie de un Ajimez, Al pie de un balcón, Canción, Canción oriental, Romanza, Sin Esperanza
- Piano (33)
- Teatre líric, sarsuela: Así es el amor, Duquesa Mabelina o En el castillo del amor, Fantomás llora, Isira de Mizraim, Juerga Andaluza, María Rosa, ¡Mi Granada!, Mutación, Preludio nº 1

A més, entre la seva obra teatral: 
- Demasiado tarde
- El príncipe soñador
- En el hotel de Luciano Madariaga
- Hechizo Gitano
- Las hijas de Suárez o malos caminos
- Leyenda de amor
- Lida Stalchio
- Lierna
- Lo que pueden ellos
- Mariquilla de la luz
- Sor Luz del amor divino

També un llibret sense títol per a una sarsuela d'ambient oriental.
Encara que només va registrar una obra en la SGAE, la sarsuela María Rosa, Alfonso Arenas García seria l'encarregat de guardar les seves obres per desig explícit de l'autora.